# Onosma liwanowii
Onosma liwanowii är en strävbladig växtart som beskrevs av Popow. Onosma liwanowii ingår i släktet Onosma och familjen strävbladiga växter. Inga underarter finns listade i Catalogue of Life.